# Hookeriales
Die Hookeriales sind eine Ordnung der Moose, die nach dem englischen Botaniker William Jackson Hooker (1785–1865) benannt wurde.  Sie enthält hauptsächlich tropische Moose, die oft große flache Moosdecken bilden. Die meisten Arten wachsen an schattigen, feuchten Orten, auch auf den Blättern höherer Pflanzen.

## Merkmale
Die Beblätterung der Stämmchen ist meist verflacht. Die Blätter sind oft asymmetrisch. Die Blattrippe kann fehlen, einfach oder geteilt und doppelt sein. Die Zellen der Blätter der Hookeriales bilden oft ein sehr lockeres Zellnetz. Die Laminazellen sind zudem sechsseitig bis lang gestreckt (prosenchymatisch).
Die Sporogone stehen seitlich. Alle Hookeriales haben ein doppeltes Peristom. Häufig sitzen am Grunde der äußeren Peristomzähne Lamellen. Die Kalyptra ist kegel- bis mützenförmig, häufig gefranst.

## Vorkommen
Das Hauptverbreitungsgebiet der Hookeriales liegt in den Tropen und feuchteren Subtropen, wo sie oft die Moosflora dominieren. Viele Arten wachsen epiphytisch oder epiphyll (auf Blättern).

## Systematik
Die Einteilung der Hookeriales in Familien und Gattungen hat im Laufe der Zeit tiefgreifende Veränderungen erfahren. Bei Brotherus 1909 in den „Natürlichen Pflanzenfamilien“ waren die Gattungen der heutigen Familien Daltoniaceae, Saulomataceae, Schimperobryaceae in der Familie Hookeriacaea zusammengefasst, welche zahlreiche tropische Gattungen enthielt.
1972 erhob Miller die Unterfamilien Daltonieae und Distichophylleae in den Rang eigener Familien. Zwei Jahre später schlug Crosby eine neue Systematik vor, die hauptsächlich auf dem Aufbau des Peristoms beruhte. Hierbei wurden zahlreiche weitere Gattungen in die Familie Daltoniacae gestellt. 1989 wurden von Buck einige Gattungen in eine weitere Familie Adelotheciaceae ausgegliedert.
2005 wurde schließlich eine phylogenetische Studie durchgeführt, die ergab, dass die bisher vorgeschlagenen Einteilungen nicht gültig sind und die Familien Distichophyllaceae und Adelotheciaceae nicht monophyletisch sind. Abermals wurde eine Umgliederung vorgenommen. Eine spätere Studie bestätigte diese im Großen und Ganzen, wenn auch die Stellung einzelner Gattungen weiterhin unklar bleibt.
Aufgrund der bleibenden Unklarheiten werden in der folgenden Liste, die sich nach Buck 2005 richtet, auch die Gattungsnamen aufgeführt. Danach bestehen die Hookeriales aus sieben Familien.
- Familie Daltoniaceae Schimper, 1860
  - Achrophyllum Vitt & Crosby, 1972 
  - Adelothecium Mitten, 1869 
  - Beeveria Fife, 1992 
  - Benitotania H. Akiy., T. Yamag. & Suleiman, 2002
  - Bryobrothera Thériot, 1921 
  - Calyptrochaeta Desvaux, 1825 
  - Crosbya Vitt, 1977
  - Daltonia Hook. & Taylor, 1818  mit einem Vertreter in Europa:
    - Daltonia splachnoides

  - Distichophyllidium Fleischer, 1908 
  - Distichophyllum Dozy & Molkenboer, 1846 
  - Ephemeropsis Goebel, K.I.E., 1892
  - Leskeodon Broth., 1907
  - Leskeodontopsis Zanten, 1964 
  - Metadistichophyllum Noguchi & Z.Iwats., 1972

- Familie Hookeriaceae Schimper, 1860
  - Hookeria Sm., 1808 mit einem Vertreter in Europa:
    - Hookeria lucens

  - Crossomitrium C. Müller, 1874

- Familie Hypopterygiaceae, mit einem Vertreter in Europa:
  - Arbusculohypopterygium M. Stech, T. Pfeiff. & W. Frey, 2002
  - Canalohypopterygium W. Frey & Schaepe, 1989
  - Catharomnion Hook.f. & Wilson in J.D. Hooker, 1855 
  - Cyathophorella (Broth.) Fleisch.
  - Cyathophorum Palisot de Beauvois, 1804 
  - Dendrocyathophorum Dixon, 1936
  - Dendrohypopterygium Kruijer, 2002
  - Hypopterygium Brid., 1827 , mit einem Vertreter in Europa:
    - Hypopterygium muelleri Hampe, verwildert in Portugal.

  - Lopidium Hook.f. & Wilson in Hook.f., 1854

- Familie Leucomiaceae Broth.
  - Leucomium Mitten, 1868
  - Rhynchostegiopsis C. Müll., 1897 
  - Tetrastichium (Mitten) Cardot, 1908

- Familie Pilotrichaceae
  - Actinodontium Schwägrichen, 1826 
  - Amblyotropis (Mitten) Broth., 1907 
  - Brymela Crosby & B.H. Allen, 1985 
  - Callicostella (C. Müll.) Mitten, 1859
  - Callicostellopsis Brotherus, 1907 
  - Cyclodictyon Mitten, 1863 mit einem Vertreter in Europa:
    - Cyclodictyon laetevirens

  - Diploneuron E.B. Bartram, 1936
  - Helicoblepharum (Spruce ex Mitten) Broth., 1907
  - Hemiragis (Bridel) Bescherelle, 1876 
  - Hookeriopsis (Besch.) A.Jaeger, 1877 
  - Hypnella (Müll.Hal.) A.Jaeger, 1877
  - Lepidopilidium (C. Müll.) Broth., 1907 
  - Lepidopilum (Brid.) Brid., 1827 
  - Neohypnella E.B. Bartram, 1928
  - Philophyllum C. Müll., 1898
  - Pilotrichidium Besch., 1876
  - Pilotrichum P. Beauv., 1804
  - Stenodesmus (Mitt.) A. Jaeger, 1877
  - Stenodictyon (Mitt.) A. Jaeger, 1877
  - Thamniopsis (Mitten) Fleischer, 1908 
  - Trachyxiphiu W.R.Buck, 1987

- Familie Saulomataceae W.R. Buck, C.J. Cox, A.J. Shaw & Goffinet
  - Ancistrodes Hampe
  - Sauloma (Hook. & Wilson) Mitten, 1859 
  - Vesiculariopsis Broth., 1908

- Familie Schimperobryaceae
  - Schimperobryum W.R. Buck, C.J. Cox, A.J. Shaw & Goffinet